# Aire urbaine de Bolbec
L'aire urbaine de Bolbec est une ancienne aire urbaine française centrée sur l'unité urbaine de Bolbec, en Seine-Maritime. Depuis 2011, l'INSEE considère qu'elle est « multipolarisée des grands pôles », c'est-à-dire sous l'influence d'agglomérations voisines, comme l'unité urbaine du Havre et l'celle de Lillebonne.

## Caractéristiques
D'après la définition qu'en donne l'INSEE, l'aire urbaine de Bolbec est composée de 3 communes, situées dans la Seine-Maritime. Ses 16 450 habitants font d'elle la 295e aire urbaine de France.
3 communes de l'aire urbaine sont des pôles urbains.
Le tableau suivant détaille la répartition de l'aire urbaine sur le département (les pourcentages s'entendent en proportion du département) :
| Département    | Communes | Communes (%) | Superficie (km²) | Superficie (%) | Population (1999) | Population (%) |
| -------------- | -------- | ------------ | ---------------- | -------------- | ----------------- | -------------- |
| Seine-Maritime | 3        | 0,4          | 33,03            | 0,5            | 16 450            | 1,3            |

## Communes
Voici la liste des communes françaises de l'aire urbaine de Bolbec.
| Code INSEE | Commune                 | Type        | Département    | Superficie (km²) | Population (1999) | Densité (hab./km²) |
| ---------- | ----------------------- | ----------- | -------------- | ---------------- | ----------------- | ------------------ |
| 76114      | Bolbec                  | Pôle urbain | Seine-Maritime | +0012,24         | +00012 588,       | +01 028,43         |
| 76329      | Gruchet-le-Valasse      | Pôle urbain | Seine-Maritime | +0014,2          | +0 0002 682,      | +00188,87          |
| 76576      | Saint-Eustache-la-Forêt | Pôle urbain | Seine-Maritime | +0006,59         | +0 0001 180,      | +00179,06          |
|            | Total                   |             |                | +0033,03         | +00016 450,       | +00498,03          |